# 麥奀雲吞麵世家

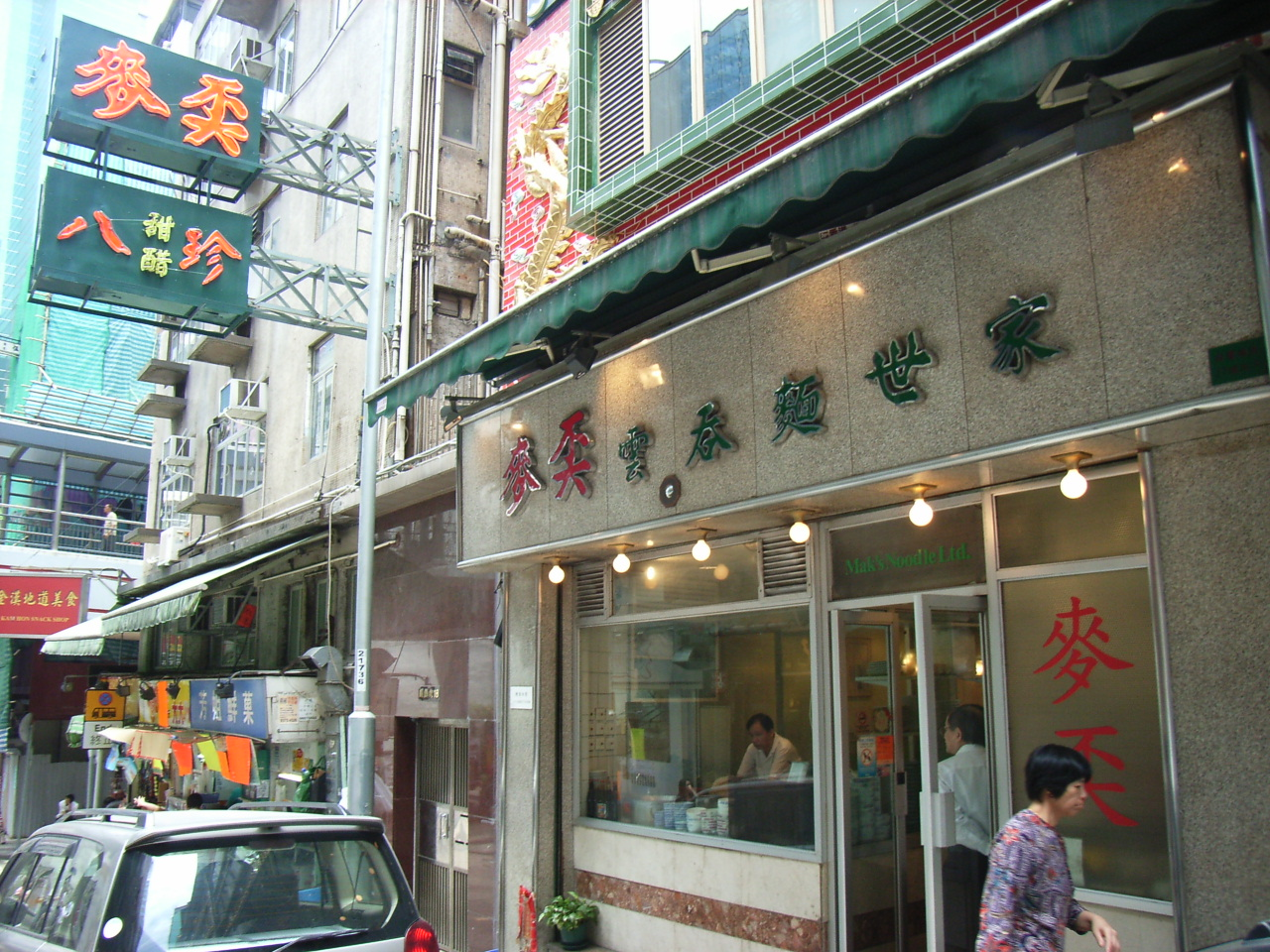
麥奀雲吞麵世家威靈頓街總店

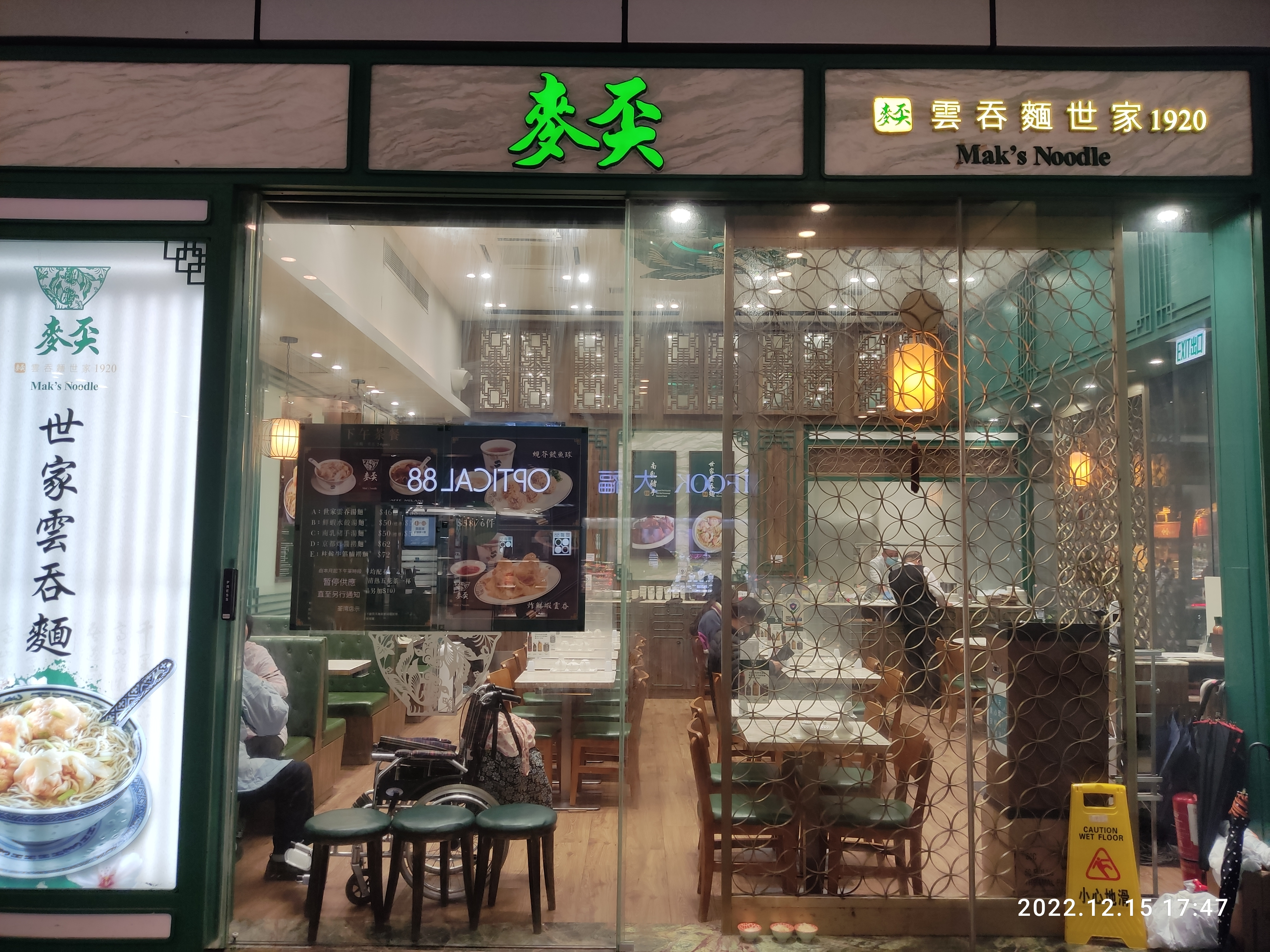
麥奀雲吞麵世家在荃灣的分店

麥奀雲吞麵世家（簡稱麥奀記）是香港一家麵店，以雲吞麵著名，總店位於中環威靈頓街77號地下，近年在香港及澳門開設多家分店。

## 歷史
麥奀雲吞麵世家，源自戰前廣州雲吞麵店池記創辦人麥煥池之子麥奀（原名麥鏡鴻）。1968年，麥奀在中環機利文街大牌檔開設麥奀記，並由六弟麥路負責打麵。1983年，麥奀因年長退休，並把大牌檔牌照交還政府，取得3萬6千港元賠償。
1986年，麥奀長子麥志忠於中環永吉街開設「忠記麵家」，後改稱「麥奀記（忠記）麵家」。而麥奀本人則於1989年與三女婿在威靈頓街開設「麥奀雲吞麵世家」，並復出親自打理，至1996年，麥奀才正式退休，並由其次子麥志明繼承。此外天后的「麥兆記」、西環的「麥明記」皆出於麥奀家族。
近年，麥奀雲吞麵世家先後於大角咀奧海城、尖沙咀海港城、山頂廣場、銅鑼灣、戲曲中心等開設分店。亦於澳門開設分店。

## 特色
麥奀雲吞麵世家的雲吞麵，以份量細小但質素好而聞名，其湯底鮮甜、麵條則有彈性，全店只賣芥蘭及全蛋幼麵，不設送外賣服務。
其雲吞以新鮮全蝦及大地魚末為餡料，湯底則以大地魚及蝦子為主要材料，麵條採用全鴨蛋不加水，早年由人手以竹升打麵，現在則由機器打製。
不少香港及外國名人，如李國寶都曾光顧麥奀，而香港食評人如蔡瀾、蘇施黃，各國傳媒、報章雜誌及電視台，皆曾介紹此麵店；並曾獲美國《時代雜誌》及《新聞周刊》推介。

## 名稱由來
麥奀的「奀」字由來有不同說法：
- 創辦人麥鏡鴻因瘦削身材，得䁥稱麥奀。[1]
- 形容其雲吞麵像女子嬌小可愛。[來源請求]

## 媒体评价
和香港其它茶餐厅相比，麦奀的价格比其它餐厅贵一倍，而分量只有三分之一，而食物的味道和普通茶餐厅相比无甚差异。在香港的著名食评网站openrice得分极低, 5分满分，而得分只有2.5-2.6分，达不到及格线的3分。 

## 資料來源
1. 1 2  . www.singtaousa.com. 2023-09-17  [2024-03-24] （中文）.
2. 1 2 3  . MICHELIN Guide.   [2024-03-24]. （原始内容存档于2024-03-24） （中文（繁體））.
3. ↑  老字號百載雲吞話麥奀[永久] 壹蘋果網絡
4. ↑  97 Reasons to Love Hong Kong （页面存档备份，存于） Time Magazine
5. ↑  .   [2012-05-06]. （原始内容存档于2014-11-09）.
6. ↑  .   [2012-05-06]. （原始内容存档于2014-11-09）.

## 外部連結
- 麥奀雲吞麵世家（页面存档备份，存于） openrice 介紹